# Козлове (Березівський район)
Козло́ве — село Коноплянської сільської громади в Березівському районі Одеської області в Україні. Населення становить 223 осіб.

## Населення

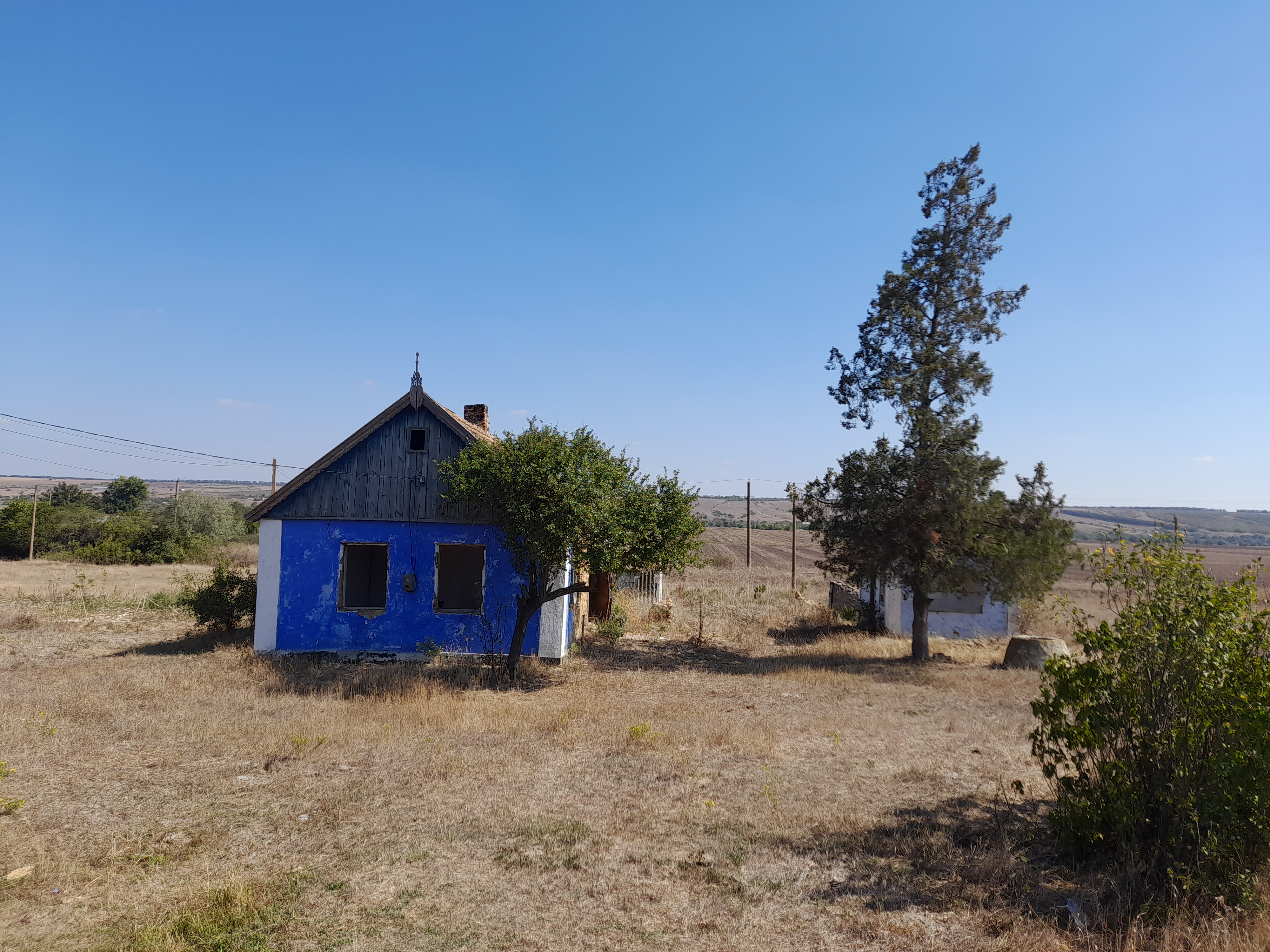
Покинуті оселі

Згідно з переписом 1989 року населення села становило 216 осіб, з яких 95 чоловіків та 121 жінка.
За переписом населення 2001 року в селі мешкали 222 особи.

### Мова

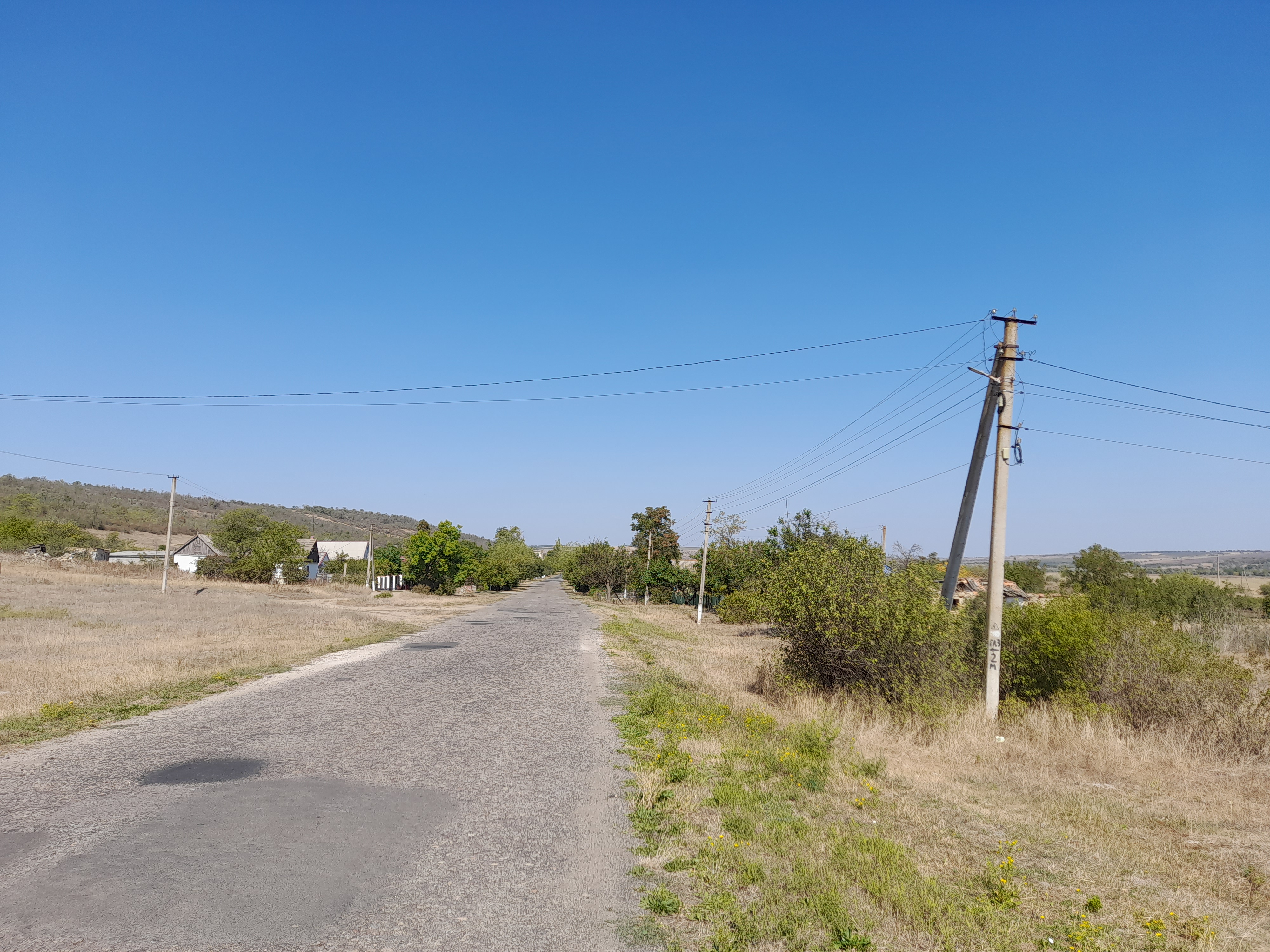
Вулиця села

Розподіл населення за рідною мовою за даними перепису 2001 року:
| Мова       | Відсоток |
| ---------- | -------- |
| українська | 93,27 %  |
| російська  | 4,48 %   |
| румунська  | 2,24 %   |